# Stamboom Louise Sophie van Anhalt-Dessau (1667-1678)
| Stamboom Louise Sophie van Anhalt-Dessau (1667-1678) | Stamboom Louise Sophie van Anhalt-Dessau (1667-1678)                                                   | Stamboom Louise Sophie van Anhalt-Dessau (1667-1678)                                                   |
| ---------------------------------------------------- | --- | --- |
| Grootouders                                          | Johan Casimir van Anhalt-Dessau (1596-1660) x 1623 Agnes van Hessen-Kassel (1606-1650)                 | Frederik Hendrik van Oranje-Nassau (1584-1647) x 1625 Amalia van Solms (1602-1675)                     |
| Ouders                                               | Johan George II van Anhalt-Dessau (1627-1693) x 1659 Henriëtte Catharina van Oranje-Nassau (1638-1708) | Johan George II van Anhalt-Dessau (1627-1693) x 1659 Henriëtte Catharina van Oranje-Nassau (1638-1708) |
| Louise Sophie van Anhalt-Dessau (1667-1678)          | | |
| Kinderen                                             | - | - |